# القاعدة (قفل شمر)

تعديل مصدري - تعديل

القاعدة هي إحدى قرى عزلة المخلاف بمديرية قفل شمر التابعة لمحافظة حجة، بلغ تعداد سكانها 66 نسمة حسب تعداد اليمن لعام 2004.